# Semidalis rondoniensis
Semidalis rondoniensis is een insect uit de familie van de dwerggaasvliegen (Coniopterygidae), die tot de orde netvleugeligen (Neuroptera) behoort. 
De wetenschappelijke naam Semidalis rondoniensis is voor het eerst geldig gepubliceerd door Meinander in Meinander & Penny in 1982.